# Il barile di Amontillado
Il barile di Amontillado (in inglese: The Cask of Amontillado o The Casque of Amontillado) è un racconto breve scritto da Edgar Allan Poe e pubblicato per la prima volta sul numero di novembre 1846 di Godey's Lady's Book. 
La storia è probabilmente ambientata in una non identificata città italiana o comunque europea; anche l'anno non è specificato, per quanto alcuni riferimenti letterari spingano a collocarla fra la fine del XVIII secolo e l'inizio del XIX secolo; tema centrale è l'atroce vendetta che il narratore infligge ad un suo conoscente, colpevole di averlo insultato con qualche azione sconosciuta al lettore. Come in altri lavori di Poe, la trama si sviluppa intorno ad una persona che viene sepolta viva.
Come accade ne Il gatto nero e ne Il cuore rivelatore, anche in questo caso le vicende sono narrate secondo la prospettiva dell'assassino.

## La trama
La storia è narrata in prima persona da un certo Montrésor che, irato con il suo nobile amico italiano Fortunato per un motivo non specificato, decide di vendicarsi uccidendolo. 
La vicenda si svolge il giorno di Carnevale; Fortunato è ubriaco ed è vestito da giullare, quando il narratore lo informa di aver ricevuto, fuori stagione, una botte di un vino che ritiene essere Amontillado, un vino liquoroso, pregevole ma non esclusivo, che il Carnevale aveva reso estremamente difficile da reperire. Dice, però, di non essere sicuro che si tratti realmente di Amontillado, e chiede all'amico, esperto in vini italiani, di esprimere un parere in materia. Montresor porta Fortunato nelle cantine del suo palazzo, e grazie a diversi sotterfugi, coi quali far leva sulla superbia del nobile italiano, riesce a portarlo nelle catacombe. Montresor dà all'amico altro vino ed a un certo punto, Fortunato compie un gesto complicato e, agli occhi del narratore, grottesco con una bottiglia di vino levata per aria. Quando Fortunato si rende conto che Montresor non ha riconosciuto il gesto, gli chiede se non fosse anche lui un massone. Il narratore risponde di sì, e quando Fortunato, scettico, gli chiede una prova, Montresor gli mostra una cazzuola, tenuta fino a quel momento nascosta.
Il protagonista ricorda ripetutamente a Fortunato, che ha una brutta tosse, dell'eccessiva umidità, e suggerisce di tornare indietro. L'amico però insiste nel proseguire, sostenendo che "non sarà una tosse ad ucciderlo". Montresor dice ancora che non è necessario mettere a repentaglio la sua salute poiché potrebbe chiedere il parere di Luchesi, un altro appassionato di vini, ma Fortunato che non intende farsi sminuire afferma che Luchesi non distinguerebbe l'Amontillado dallo Xeres (nome spagnolo dello sherry). Durante il tragitto, Montresor fa menzione dello stemma di famiglia (un piede d'oro che schiaccia un serpente i cui denti sono conficcati nel tallone) con il motto Nemo me impune lacessit (Nessuno mi offende impunemente). Arrivati ad una nicchia, Montresor dice alla sua vittima che l'Amontillado è all'interno di essa. Fortunato entra e, ubriaco e ignaro di tutto, non oppone resistenza mentre Montresor lo incatena velocemente al muro. Montresor lo informa che, dato che Fortunato non tornerà indietro, lo dovrà lasciare lì.
Il narratore, quindi, inizia a murare l'entrata della nicchia, seppellendo vivo il suo amico. All'inizio, Fortunato, che riacquista lucidità più velocemente di quanto Montresor avesse previsto, agita furiosamente le catene, cercando di liberarsi. Il narratore sospende per un po' il suo lavoro per godersi il suono. Fortunato chiede aiuto, ma Montresor si fa beffe di lui, sapendo che nessuno può sentirli. In seguito, Fortunato ride debolmente e crede di essere stato vittima di uno scherzo, e che gli invitati alla festa lo staranno aspettando (inclusa sua moglie). Mentre l'assassino sta per mettere l'ultima fila di mattoni, Fortunato grida disperato "Per l'amor di Dio, Montresor!" Montresor replica, apparentemente calmo, "Sì, per l'amor di Dio!". Attendendo una risposta, sente solamente il tintinnio delle campanelle da giullare, mentre sistema l'ultimo mattone. Sostiene inoltre di avvertire un certo malessere, ma ne attribuisce la causa all'umidità persistente delle catacombe.
Nelle ultime frasi, Montresor rivela che sono passati cinquant'anni dall'omicidio, e che non è mai stato scoperto. Il corpo di Fortunato è ancora incatenato alle pareti della nicchia, dove lo aveva lasciato. L'assassino, per nulla pentito, termina la narrazione con le parole In pace requiescat (riposi in pace).

## Analisi
Sebbene il tema principale della storia sia un omicidio, Il barile di Amontillado non fa parte del ciclo investigativo inaugurato da Poe con I delitti della Rue Morgue e proseguito con Il mistero di Marie Roget e con La lettera rubata; non abbiamo infatti alcuna indagine sul crimine commesso,l'identità dell'assassino è subito palesata al lettore così come il movente (almeno nelle sue linee generali) e i mezzi utilizzati.
Una linea critica ha proposto che il dissidio fra Montrésor e Fortunato possa nascere, almeno in parte, nella dicotomia cattolicesimo/massoneria, basandosi su alcuni tenui riferimenti testuali; tuttavia tale idea non appare universalmente condivisibile.
In moltissime opere Poe pone l'accento sulla violazione di un sistema chiuso ed apparentemente impenetrabile; in questo caso invece, quasi un unicum nella produzione, assistiamo al contrario ad una chiusura nella narrazione che rimane tale, senza temere violazioni di sorta - il delitto viene commesso e mai risolto; la cripta viene sigillata e mai aperta. 

## Riferimenti in altre opere
Il racconto "La Cadillac di Dolan" dello scrittore americano Stephen King (contenuto nella raccolta "Incubi e deliri") riprende molti elementi de "Il Barile di Amontillado", in particolare l'essere sepolti vivi; inoltre, le ultime parole che Dolan scambia col protagonista Robinson sono le stesse di Montresor e Fortunato ("Per l'amor di Dio, Robinson!" "Sì, per l'amor di Dio"). Dal racconto è stato peraltro tratto un film.
Nel racconto Usher II, tratto da Cronache marziane, Ray Bradbury fa ampio riferimento ai racconti di Edgar Allan Poe ed in particolare a "Il barile di Amontillado": nella scena dell'omicidio dell'ultimo ispettore governativo, Stendhal e Pikes (i due "ribelli" che continuano a conservare libri nonostante questo sia proibito) obbligano la vittima a pronunciare la frase fatidica, "Per l'amor di Dio, Montrésor!", prima di posare l'ultimo mattone con cui sarà murata viva.
Il racconto viene inoltre citato nell'episodio di Colombo "L'uomo dell'anno", in cui Adrian Carsini uccide il fratellastro per asfissia, rinchiudendolo nella propria cella dei vini.